# حکیم العریبی
حکیم العریبی (عربی: حكيم العريبي؛ زادهٔ ۷ نوامبر ۱۹۹۳) بازیکن فوتبال اهل بحرین-استرالیا است.
وی همچنین در تیم‌های ملی فوتبال زیر ۲۳ سال بحرین و بحرین بازی کرده‌است.